# Каменне (Граховський район)
Ка́менне (рос. Каменное) — присілок в Граховському районі Удмуртії, Росія.

## Населення
Населення — 415 осіб (2010; 435 у 2002).
Національний склад станом на 2002 рік:
- росіяни — 60 %

## Господарство
В присілку діють початкова школа, дитячий садок, будинок культури, бібліотека та фельдшерсько-акушерський пункт.

## Історія
За даними 10-ї ревізії 1859 року в починку Кам'яний було 23 двори та проживало 300 осіб. До 1921 року присілок входив в склад Граховської волості Єлабузького повіту, потім — Можгинського повіту. З 1924 року присілок входило до складу Граховської сільської ради, окрім періоду 1925–1932 років, коли існувала окрема Каменська сільська рада. У 2004 році присілок став центром відновленого Каменського сільського поселення.

## Урбаноніми[3]
- вулиці — Клубна, Колгоспна, Кооперативна, Молодіжна, Морозова, Нагірна, Нова, Радянська, Шкільна